# Sorramoll

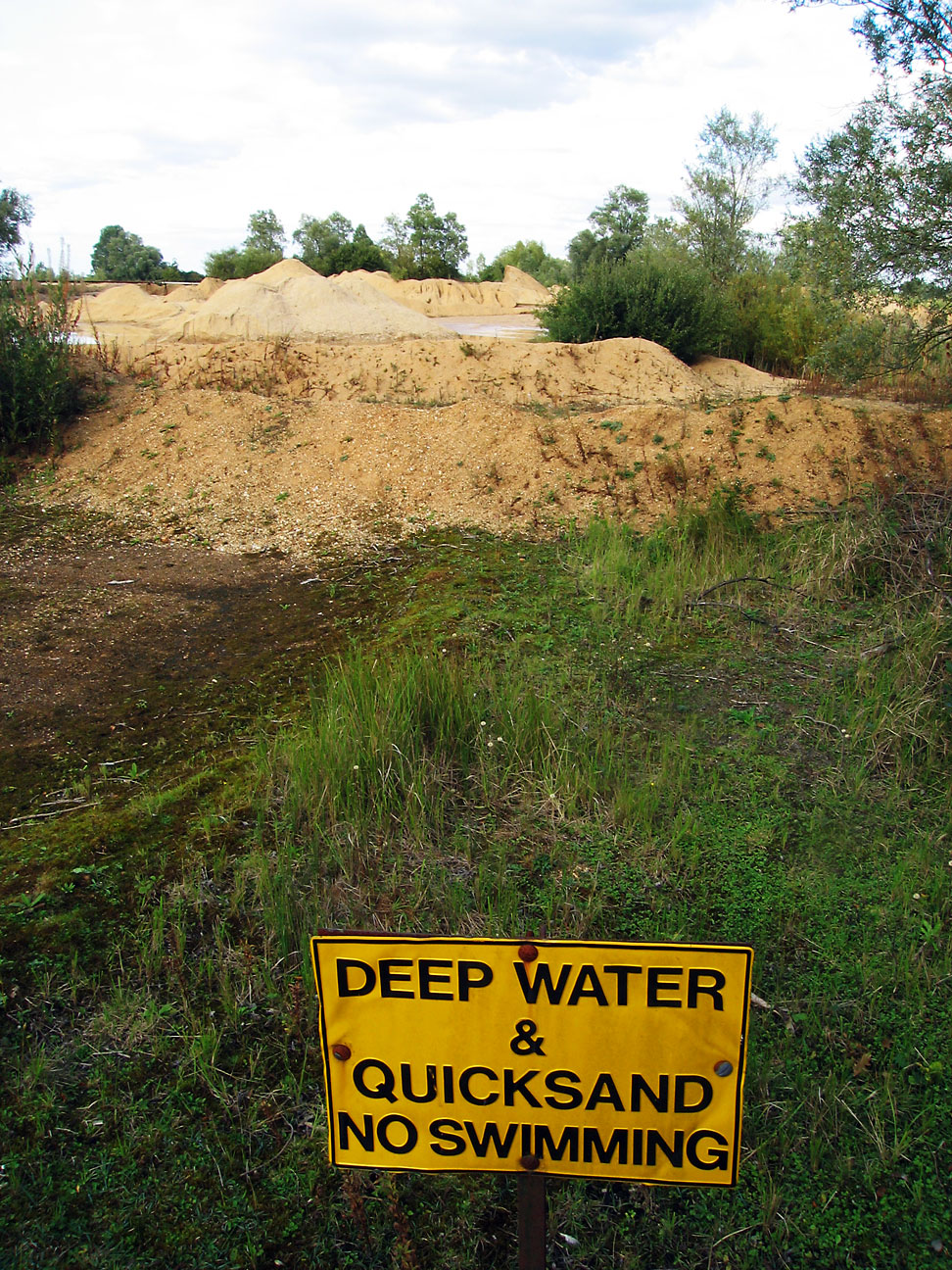
Avís de perill de sorres movedisses a Little Paxton Pits, prop de St Neots, Cambridgeshire, Anglaterra.

Un sorramoll (terme inexacte, significa sorral aigualós o Indret on la terra s'enfonsa quan es trepitja i produeix una sensació de flonjor perquè és poc sòlida), sorra movent, arenes movedisses o arenes movents són un hidrogel col·loide, constituït per una mescla de material granulat molt fi (com la sorra o el fang), argila i aigua. L'origen del nom fa referència a "movedís", amb l'antic significat de "viu".
Les sorres movedisses són fluids no newtonians: quan no són pertorbades per un agent exterior, solen aparèixer com una matèria sòlida, però al menor canvi en les tensions la sorra (menys de l'1%) causa una sobtada disminució de la seva viscositat (passa a una forma de "sol"). Després de la pertorbació inicial -com podria ser el fet que una persona hi caminés per sobre- l'aigua i la sorra se separen, i es formen regions denses de sorra sedimentada; això és a causa de la formació de regions constituïdes per grans volums de matèria amb diferent mida, i per això la viscositat de les sorres movedisses apareix incrementada sobtadament. Hi ha una falsa creença que atribueix les sorres movedisses a les zones desèrtiques, però de fet no se'n poden trobar, de sorres movedisses, a cap desert, principalment per manca d'humitat.
Sempre s'ha cregut que el comportament de les sorres movedisses és només a causa de les suspensions saturades o sobresaturades de grànuls de sorra. La pressió de fonts subterrànies de l'aigua separaria i suspendria les partícules granulars, i en reduiria la fricció. El setembre del 2005 es demostrà que la presència de la sal n'és, en gran part, responsable. L'estabilitat de les sorres movedisses és a causa de la presència de sal, que augmenta la probabilitat de la floculació de la sorra i la formació de les regions d'alta viscositat.
Les sorres movedisses es poden trobar en terres interiors (a les vores dels rius o prop de llacs) i prop de la costa.
Una regió notòriament famosa per la presència d'aquestes sorres és la badia de Morecambe, a Anglaterra.
Les vores dels rius o llacs, principalment aquells cossos d'aigua que presenten molt sediment en suspensió, poden ser perillosos terrenys tous de fangars semblants a les sorres movedisses, aquests sectors són fangs que presenten el mateix estat col·loide que les sorres movedisses, però és més perillós, perquè el sòlid és més fi, i té una gran capacitat de succió.

## Com se'n pot sortir?
Per poder moure's en les sorres movedisses cal aplicar la pressió suficient a la sorra condensada i introduir la quantitat necessària d'aigua per a poder liquar-la. La força que cal per sortir-ne és massa important: per moure un peu en les sorres movedisses a una velocitat d'un centímetre per segon cal exercir la mateixa força que per aixecar un cotxe de mida mitjana.
Una altra manera més efectiva d'evitar l'enfonsament és impulsar-se amb força amb els braços cap a dalt i cap enrere, i caure d'esquena, oferint una major superfície corporal, i oposant-se a la pressió més gran per menor unitat de superfície, i així es disminueix la pressió. Després cal arrossegar-se d'esquena gairebé nedant per sortir-ne.